# Сельское поселение «Село Стрельна»
Се́льское поселе́ние «Село Стрельна» — муниципальное образование в Сухиничском районе Калужской области Российской Федерации.
Административный центр — село Стрельна.

## История
Статус и границы сельского поселения установлены Законом Калужской области от 1 ноября 2004 года № 369-ОЗ «Об установлении границ муниципальных образований, расположенных на территории административно-территориальных единиц „Думиничский район“, „Кировский район“, „Медынский район“, „Перемышльский район“, „Сухиничский район“, „Тарусский район“, „Юхновский район“, и наделении их статусом городского поселения, сельского поселения, муниципального района».

## Население
| 2010 | 2012 | 2013 | 2014 | 2015 | 2016 | 2017 |
| ---- | ---- | ---- | ---- | ---- | ---- | ---- |
| 357  | ↘345 | ↘341 | ↘332 | ↘331 | ↘311 | ↗312 |
| 2018 | 2019 | 2020 | 2021 |      |      |      |
| ↗320 | ↘304 | ↘292 | ↗339 |      |      |      |

## Состав сельского поселения
| №  | Населённый пункт  | Тип населённого пункта       | Население |
| -- | ----------------- | ---------------------------- | --------- |
| 1  | Большие Подосинки | деревня                      | ↘0        |
| 2  | Брынцы            | деревня                      | ↗13       |
| 3  | Враково           | деревня                      | ↘8        |
| 4  | Нижняя Каменка    | деревня                      | ↘0        |
| 5  | Рождествено       | село                         | ↘0        |
| 6  | Романково         | деревня                      | ↘27       |
| 7  | Солодово          | деревня                      | ↘16       |
| 8  | Стрельна          | село, административный центр | ↘277      |
| 9  | Струбовая         | деревня                      | ↗16       |
| 10 | Калужская         | деревня                      | ↘0        |